# Spinuș
Spinuș è un comune della Romania di 1 196 abitanti, ubicato nel distretto di Bihor, nella regione storica della Transilvania.
Il comune è formato dall'unione di 5 villaggi: Ciulești, Gurbești, Nădar, Săliște, Spinuș.